# Engelbert Rinman
Sven Engelbert Rinman, född 7 november 1838 på Bollsta bruk, Ytterlännäs socken, död 16 juli 1918 i Göteborg, var en svensk försäkringsman.
Engelbert Rinman var son till bruksägaren Eric Rinman och brorson till Ludvig Rinman. Han gick tretton år gammal till sjöss, avlade 1860 i Stockholm förste styrmans- och kaptensexamen, tjänstgjorde därefter 1860–1862 i kinesiska farvatten och var 1864–1874 befälhavare på olika svenska segel- och ångfartyg. 1874 utsågs han till VD Sveriges allmänna sjöförsäkrings AB i Göteborg. Under hans ledning utvecklades bolaget till ett av Sveriges främsta sjöförsäkringsföretag. Efter 34 års verksamhet pensionerades han 1908. Han var en av initiativtagarna till Sjöassuradörernas förening 1893. Rinman, som åtnjöt gott anseende inom Göteborgs affärsvärld, var ända från sin sjömanstid djupt religiös. 1875–1896 var han aktivt verksam inom Evangeliska missionsföreningen i Göteborg som styrelseledamot, vice ordförande och ordförande. Rinman utgav den självbiografiska skriften Minnen från hafvet (1877, 3:e upplagan 1918)